# Уайт, Джейсон
Джейсон Уайт (Jason White, 11 ноября 1973 года, Литл-Рок, штат Арканзас) — американский рок-гитарист, бывший участник поп-панк группы Green Day, а также гитарист в калифорнийской группе Pinhead Gunpowder. Уайт является одним из основателей лейбла Adeline Records.

## Биография
Уайт получил известность, когда в 1992 году у начал выступать в качестве гитариста в группе Monsula. Джейсон много гастролировал с этой группой, которая в итоге осела в районе Сан-Франциско. В 1995 году вступил в панк квартет Pinhead Gunpowder после ухода из него певца и гитариста Майка Кирша. В 1996 году Уайт вступил в группу White Cats, после временного ухода басиста Джона Бентли, а также начал исполнения на гитаре в 2000 году после смерти гитариста Шеннона Ярбро. 1 Февраля 2013 года Джейсон стал отцом. Его жена Джанна родила ему ребенка, которого они назвали Сонни (Sonny).   

## Участие в музыкальных группах
- Numbskulz (гитара, 1988)
- Step By Step (вокал, 1989—1990 годы)
- Chino Horde (бас-гитара, 1990—1993 годы)
- Fishwagon (гитара / вокал, 1991)
- Monsula (гитара, 1992)
- Pretty (бас-гитара, 1993)
- Sixteen Bullets (бас-гитара, 1994)
- Pinhead Gunpowder (гитара / вокал, c 1995 года)
- The Big Cats (бас-гитара, вокал, 1996—2000 годы; гитара / вокал, c 2000 года)
- Green Day (гитара / вокал, c 1998 года)
- Influents (гитара / вокал, 1999—2003 годы)
- Kicks (гитара, 2000—2004 годы)
- The Network (гитара, c 2003 года)
- Foxboro Hot Tubs (гитара, c 2007 года)
- Green Day (гитара, с 2012 года)